# ن أو م؟
ن أو م أو الطابور الخامس (بالإنجليزية: N or M) هي رواية أدب بوليسي لأغاثا كريستي، نُشرت لأول مرة في الولايات المتحدة في عام 1941، من قبل شركة دود وميد وفي المملكة المتحدة من قبل نادي كولنز للجرائم في شهر نوفمبر من نفس العام. بِيعت نسخة الولايات المتحدة مقابل دولارين ونسخة المملكة المتحدة مقابل سبعة شلنات وستة قروش (7/6).
عنوان الرواية مأخوذ من تعاليم الكنيسة من كتاب الصلاة المشتركة الذي يسأل: «ما هو اسمك المسيحي؟ الأجوبة ن أو م؟». تمثل «ن أو م؟» هنا الكلمتين اللاتينيتين «nomen vel nomina» والتي تعني «اسم أو أسماء». وقد كان تمثيل «nomina» بـ «م» خطأ طباعة.
تعرض الرواية أول نسخة ناضجة للمحقيين تومي وتوبينس، اللذين ظهرا سابقًا في الرواية المثيرة العدو الغامض (1922) والمجموعة القصصية القصيرة شركاء في الجريمة (1929).

## ملخص الحبكة
شعر تومي وتوبنس بعد اندلاع الحرب العالمية الثانية وبعد سنوات من عملهما مع المخابرات البريطانية بأنهما عديما الفائدة ومبعدان. قُرّب تومي بعد ذلك من قبل عميل سري يدعى غرانت للعمل بسرية مرة أخرى. حاول غرانت إيجاد الجواسيس النازيين والطابور الخامس ولكنه أُعيق من قبل عملاء مأجورين في المخابرات البريطانية تتبعوه وأعاقوا عمله. بما أن تومي لم يكن في المجال لعدة سنوات، لم يكن يعرفه أحد، واستطاع التحقيق بشكل غير رسمي.
أوضج غرانت مقتل عميل بريطاني آخر مؤخرًا ترك وراءه رسالة مبهمة على فراش الموت «إن أو إم. سونغ سوزي». شك غرانت أن «سونغ سوزي» تمثل سانس سوسي، والذي هو فندق في لياهامبتون الساحلية (الخيالية) (بالاستناد إلى بورنموث)، يُعرف أن «إن» و«إم» جاسوسان ألمانيان بارزان، أحدهما ذكر والآخر أنثى. يذهب تومي إلى سانس سوسي للتحقيق فيما كان إن، أو إم، أو كلاهما في الفندق ومن أجل التعرف على هويتهما.
أُرسل تومي لوحده، ولكن قررت توبنس الانضمام إليه في مهتمه سواء دُعيت أم لم تُدعَ. علمت من خلال قيامها بتحر جيد عن المكان الذي يجب أن يذهب إليه ووصلت قبله. من خلال العمل سويةً، بدآ بحثهم عن الجاسوسين الحذقين.
كُشف عن هوية كل من إن وإم في نهاية الكتاب: «إن» هو جاسوس ألماني بارز، أطلقت المخابرات البريطانية عليه النار في خاتمة الكتاب أثناء تهديده حياة توبنس، «إم» هي زوجته المتآمرة معه.

## عناوين الترجمة العربية
'ن أو م؟' من هو العميل؟ لغز تومي وتوبنس (مكتبة جرير)
قام الاديب الراحل عمر عبد العزيز أمين بترجمة الرواية تحت عنوان «العميل السري» ونشرت من دار ميوزيك للطبع والنشر. وتحمل الرواية الرقم (64) ضمن السلسلة.